# 伊诺哈雷斯
伊诺哈雷斯，是西班牙安达卢西亚自治区哈恩省的一个市镇。总面积40平方公里，总人口449人（2001年），人口密度11人/平方公里。